# It's My Life
It's My Life fou el segon àlbum del grup britànic Talk Talk, editat el 1984. Va estar entre els cinc més venuts a molts països d'Europa, gràcies a l'èxit dels singles, però a la Gran Bretanya no va passar del lloc 35.

## Llista de temes
1. "Dum Dum Girl" (Friese-Greene/Hollis) – 3:51
2. "Such a Shame" (Hollis) – 5:42
3. "Renée" (Hollis) – 6:22
4. "It's My Life" (Friese-Greene/Hollis) – 3:53
5. "Tomorrow Started" (Hollis) – 5:57
6. "The Last Time" (Curnow/Hollis) – 4:23
7. "Call in the Night Boy" (Brenner/Harris/Hollis/Webb) – 3:47
8. "Does Caroline Know?" (Friese-Greene/Hollis) – 4:40
9. "It's You" (Hollis) – 4:41

## Crèdits
- Mark Hollis - veu
- Lee Harris - bateria
- Paul Webb - baix
- Tim Friese-Greene - teclats
- Ian Curnow - teclats
- Phil Ramocon - piano
- Robbie McIntosh - guitarra
- Morris Pert - percussió
- Henry Lowther - trompeta